# Danielle Licari
Danielle Licari (nacida el 11 de noviembre de 1942) es una cantante popular francesa retirada. Famosa en las décadas de los años 60 y 70, usaba su voz como un instrumento, prácticamente sin letras lo que le dio gran popularidad en Sud América y Asia aparte de Francia y Alemania.
Cantó con Paul Mauriat y Charles Aznavour y dobló a Catherine Deneuve en Los paraguas de Cherburgo en 1963.
Su disco "Concierto para una voz" vendió 15 millones de copias. 

## Biografía
Su voz fue famosa en los años 60’s y 70’s, con una emergente ola de nuevos seguidores en la actualidad gracias a sus grabaciones encontradas en sitios como YouTube. Sin embargo, Daniela Licari, como persona y artista, ha preferido la privacidad, siendo envuelta en un haz de misterio. Con brillantes ojos azules, rubia cabellera y 1.70 metros de altura, Daniela ha cautivado a América y Asia principalmente. Ha sido una artista revolucionaria, logrando una pureza estilística que la califica como artista internacional de primer nivel, contando con una asombrosa técnica de canto que compite con una cantante de Opera. Su revolucionaria forma de cantar tiene el sello Licari, vocalizaciones que a veces abarcan un rango de más de tres octavas, trinos y glissandos de perfecta ejecución, y una increíble capacidad de alcanzar los supertonos (Whistle tones) incluso en presentaciones en vivo (Una técnica sumamente peligrosa que puede poner en riesgo la carrera de un cantante profesional). Su canto característico es frecuentemente asociado con términos como —angelical, dulce, poético y lírico. Pese a haber cautivado y encantado generaciones, ha permanecido en misterio y ha desaparecido del mundo de la música que tanto la adora. 
Daniela Licari nació el 11 de noviembre de 1942 en Boulogne sur Mer, un poblado en la costa norte de Francia (la cual fue severamente bombardeada en 1944 durante la Segunda Guerra Mundial). Su padre era conductor de una Orquesta Sinfónica y fue quien comenzó a entrenar musicalmente a Daniela a la edad de 5 años. A sus doce años de edad ingresó al Coro de la Estación de Radio Nacional de Francia y posteriormente ingreso en la Escuela de Música de Boulogne sur Mer. De acuerdo con su biografía publicada en su álbum “Danielle Licari Alive from Japan 1975” , a ella no le gustaba la rigidez del mundo de la música clásica, por lo que decidió no convertirse en una cantante de Opera. Por tanto, viajó a París donde fundó un trío llamado “Les Valentines”. 
Posteriormente sucedería uno de los eventos más importantes en la carrera de Daniela. A sus 21 años, participa en una película francesa que se convertiría en un gran clásico francés: “Los paraguas de Chesburgo” (1964), un musical donde todas las escenas son cantadas, incluso los diálogos más simples. El compositor Michael Legrand, compositor de la música, seleccionó a Daniela por la dulzura de su voz, que refleja perfectamente la inocencia y juventud de Geneviève Emery, el personaje ficticio de la película. El doblaje se debió a que la famosa actriz Catherine Deneuve carece de aptitudes musicales. De acuerdo con otro biógrafo de Daniela, gran parte del éxito de la película se debió a los “distinguidos servicios" (habilidades musicales) de Daniela Licari. Fue esta colaboración con el renombrado compositor Legrand, que Daniela pone pie en la escena musical internacional por primera vez. “Les parapluies de Cherbourg” recibió varias nominaciones al Oscar, sin conseguir obtener el famoso premio.
Poco después de su participación en “Les Parapluies de Cherbourg”, Daniela fue invitada por el importante productor Frances Jacques Denjean a integrar un nuevo grupo musical con un concepto original para la época, dicho grupo pretendía ser el primero formado por tres mujeres anglosajonas, interpretando música afroamericana en estilo R&B. El grupo se llamó “Les Fizz”, Daniela era la cantante principal, las otras integrantes eran Jackie Castan y Nadine Doukhan. Durante esta época, Daniela fue vocalista de los más importantes cantantes franceses del momento. El grupo sacó dos álbumes de estudio antes de desintegrarse. Daniela estaba cerca de descubrir su esencia de artista. 
En 1969 conoce a Saint Preux mientras realizaba una grabación en un Estudio. En ese momento el joven compositor de apenas 19 años escucha las vocalizaciones de Daniela Licari y le pide cantar una pieza que se iba a grabar, originalmente escrita para trompeta. Daniela acepta y el compositor prefiere la voz que la trompeta. La pieza se graba e instantáneamente la grabación se vuelve un fenómeno musical. Concerto pour une voix se vendía por millones desde su nativa Francia, cruzando océanos y extendiéndose hacia oriente, donde se le nombraría a Daniela Licari como la reina absoluta del Scat. El compositor escribiría otras obras exclusivamente para ella. Cabe mencionar que el “Concierto para una sola voz” alcanzó en su máximo momento el puesto #1 como canción más escuchada en la radio francesa y el “sencillo” #13 más importante de Francia (el número 12 fue “Let it be” de los Beatles). Era la primera vez en la historia de la música francesa en que una pieza de esta naturaleza (solamente vocalizada sin utilizar palabras) se colocaría en las primeras listas de popularidad de la radio de aquel País.
La carrera de Daniela Licari continuó exitosamente a través de los años 70’s viajando a diversas partes del mundo para dar conciertos y entrevistas. Notablemente es en Japón donde deja una fuerte marca en la cultura. Daniela llevó al Japón el estilo de vocalización que culmina en el empleo de esta técnica en muchas de las series televisivas, animes y películas. (Muchos animes lo usan en escenas que expresan tristeza, soledad, etc. – Notable en animes de los años 80’s como Sailor Moon, Caballeros del Zodiaco, Etc.)

## Retiro
En la década de los 80s se retira de los escenarios y, debido a su gran notoriedad como figura musical francesa, es invitada por el gobierno francés para instruir a las nuevas generaciones de cantantes de música Pop, en la primera institución de este tipo en Francia. Durante este tiempo graba dos álbumes, y una versión cantada del tema de la película “El Profesional” compuesta por el compositor Ennio Morricone. Cabe mencionar que esta grabación muestra un estilo romántico que no había sido escuchado en trabajos de Daniela Licari desde "Los paraguas de Cherburgo" en 1964.

## Recopilatorio
En el año 2014 es liberado un disco en formato digital, llamado Gold, el cual consta de 13 pistas, es un recopilatorio con los más grandes éxitos de la época, remasterizados.